# Psychologie critique
La psychologie critique constitue une approche de la psychologie qui s'inspire fortement de la théorie critique. Elle remet en question les hypothèses, théories et méthodes dominantes en psychologie, tout en cherchant à appliquer les connaissances psychologiques de manière différente.
Le domaine de la psychologie critique ne relève pas d’une catégorie monolithique[pas clair]. La psychologie critique peut être comprise à partir de divers points de vue, présentant à la fois des similitudes et des différences notables. En ce sens, elle doit être vue comme un « terme générique » regroupant différentes critiques visant le statu quo de la psychologie dominante. Un élément central des approches critiques en psychologie est l'analyse des impacts sociaux des théories et pratiques psychologiques. Ce mouvement défend l'idée que la psychologie doit œuvrer pour l'émancipation et la justice sociale, tout en s'opposant à son utilisation pour maintenir l'oppression et l'injustice.
Les psychologues critiques considèrent que la psychologie traditionnelle néglige l'impact des inégalités de pouvoir et de la discrimination entre classes et groupes sociaux sur le bien-être mental et physique des individus ou des groupes. La psychologie conventionnelle s'efforce de l'expliquer au niveau individuel, mais elle omet fréquemment des enjeux tels que le racisme institutionnel, le postcolonialisme et les injustices sociales qui affectent les groupes minoritaires en raison de caractéristiques observables telles que le genre, l'origine ethnique, la religion, l'orientation sexuelle ou le handicap.

## Origines
La psychologie a une histoire marquée par des conflits théoriques et politiques. Au fil du temps, plusieurs courants critiques ont émergé, certains partageant des similitudes, mais présentant aussi des points de départ différents et des divergences substantielles. Les critiques de la psychologie dominante, telles qu'elles sont comprises aujourd'hui dans le cadre de la psychologie critique, existent depuis le développement moderne de la discipline à la fin du XIXe siècle. L'utilisation du terme "psychologie critique" a commencé dans les années 1970 à la Freie Universität de Berlin. La psychologie critique en Allemagne a précédé celle des autres pays et s'est développée de façon plutôt autonome. En mai 2007, seules quelques œuvres avaient été traduites en anglais. Le mouvement de psychologie critique en Allemagne trouve ses origines dans la révolte étudiante d'après-guerre de la fin des années 1960, connue sous le nom de Mouvement étudiant allemand. La Critique de l'économie politique de Marx a joué un rôle clé dans cette révolte, qui s'est concentrée à Berlin-Ouest. À cette époque, Berlin-Ouest, une ville capitaliste, était entourée par l'Allemagne de l'Est dirigée par les communistes, ce qui en faisait un centre de forte controverse politique et idéologique pour les étudiants révolutionnaires allemands. Les bases sociologiques de la psychologie critique sont fermement ancrées dans le marxisme.

### Klaus Holzkamp

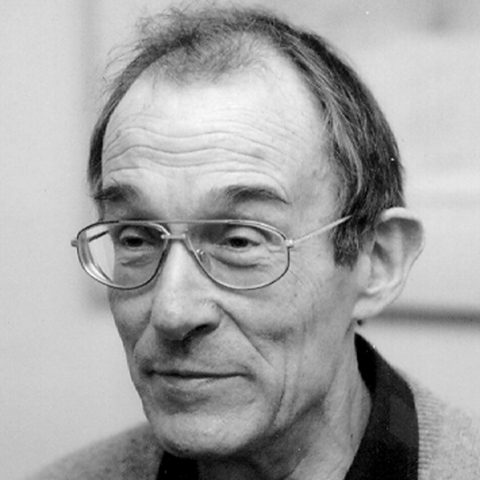
Klaus Holzkamp

L'un des livres les plus importants et les plus sophistiqués du développement allemand dans ce domaine est le Grundlegung der Psychologie (Fondements de la psychologie) de Klaus Holzkamp, qui pourrait être considéré comme le fondateur théorique de la psychologie critique allemande. Holzkamp a écrit deux livres sur la théorie des sciences et un sur la perception sensorielle avant de publier la Grundlegung der Psychologie en 1983. Holzkamp pensait que son travail fournissait un paradigme solide pour la recherche psychologique parce qu'il considérait la psychologie comme une discipline scientifique pré-paradigmatique (TS Kuhn avait utilisé le terme « pré-paradigmatique » pour les sciences sociales).
Holzkamp a principalement élaboré sa tentative sophistiquée d’établir un ensemble cohérent et intégré de catégories définissant le domaine de la recherche psychologique en s'inspirant de l'approche d'Aleksey Leontyev en psychologie culturelle et historique, ainsi que de la théorie de l’activité. Leontyev considérait l'action humaine comme le produit de l’évolution biologique et culturelle, et, en se basant sur la conception matérialiste de la culture de Marx, mettait l'accent sur le fait que la cognition individuelle fait toujours partie de l’action sociale, laquelle est médiatisée par des outils créés par l'homme (artefacts culturels), le langage et d'autres systèmes symboliques humains. Ces éléments sont pour lui des caractéristiques clés de la culture et de la cognition humaines. Une autre source d'influence importante pour Holzkamp fut la théorie de la personnalité développée par Lucien Sève, qui a fourni le concept de « matrices d'activité sociale » comme structure médiatrice entre la reproduction individuelle et sociale. Parallèlement, dans la Grundlegung, il a intégré de manière systématique les travaux spécialisés antérieurs réalisés dans les années 1970 à l'Université libre de Berlin par des psychologues critiques, également influencés par Marx, Leontyev et Sève. Cela comprenait des livres sur le comportement animal / l'éthologie, la perception sensorielle, la motivation et la cognition. Il a également incorporé des idées de la psychanalyse de Freud et de la phénoménologie de Merleau-Ponty dans son approche.
L'une des principales conclusions de l'analyse historique et comparative de Holzkamp sur l'action, la perception et la cognition humaines reproductives est un concept précis de signification. Il définit la signification symbolique comme des structures conceptuelles intentionnelles, historiquement et culturellement construites, que les êtres humains élaborent en interaction étroite avec la culture matérielle et dans le cadre de configurations historiquement spécifiques de reproduction sociale.
À partir de cette perspective phénoménologique sur l'action socialement située et culturellement médiatisée, Holzkamp a mené une critique méthodologique du behaviorisme (qu'il désignait sous le terme de psychologie S-R, stimulus-réponse) en s'appuyant sur une analyse linguistique. Il a détaillé les modèles rhétoriques par lesquels cette approche de la psychologie crée l'illusion d'une « objectivité scientifique », tout en perdant de vue sa pertinence pour la compréhension des actions humaines intentionnelles et culturellement contextualisées,. En opposition à cette approche, il a élaboré sa propre conception de la généralisation et de l'objectivité, en s'inspirant des idées de Kurt Lewin, telles qu'exposées dans le chapitre 9 de Grundlegung der Psychologie.
Sa dernière publication majeure avant sa mort en 1995 portait sur l'apprentissage. Publié en 1993, ce travail présentait une théorie phénoménologique de l'apprentissage du point de vue du sujet. Un concept majeur développé par Holzkamp était la « réinterprétation » des théories formulées par la psychologie traditionnelle. Cela consistait à examiner ces concepts sous l'angle du paradigme de la psychologie critique, en intégrant leurs idées utiles tout en identifiant et en critiquant leurs limites. Dans le cas de la psychologie S-R, cela impliquait l'élimination rhétorique du sujet et de l'action intentionnelle, tandis que, pour la psychologie cognitive, qui considérait les motivations subjectives et les actions intentionnelles, cela concernait l'individualisme méthodologique.
La première partie du livre propose une analyse détaillée de l’histoire des théories psychologiques de l’apprentissage, accompagnée d'une réinterprétation minutieuse de ces concepts à travers le prisme de la psychologie critique, qui met l’accent sur l’action intentionnelle située dans des contextes socio-historiques et culturels spécifiques. Les conceptions de l’apprentissage les plus pertinentes pour son propre examen approfondi de « l’apprentissage en classe » proviennent des anthropologues cognitifs Jean Lave (apprentissage situé) et Edwin Hutchins (cognition distribuée).
La deuxième partie du livre propose une analyse approfondie des formes institutionnalisées d'« apprentissage en classe » dans l'État moderne, en tant que contexte culturel et historique façonnant une grande partie de l'apprentissage et de la socialisation contemporains. Cette analyse s'inspire largement de l'ouvrage Surveiller et punir de Michel Foucault. Holzkamp considérait que l'apprentissage en classe, en tant que forme d'apprentissage historiquement spécifique, n'exploitait pas pleinement le potentiel des élèves, mais le limitait plutôt par diverses « stratégies d'enseignement ». L’une des motivations principales de son travail était de chercher des formes alternatives d'apprentissage qui exploitent de manière plus productive le potentiel considérable de la psyché humaine. Dans la dernière partie de son ouvrage, Holzkamp explore ainsi des formes d'« apprentissage expansif » qui semblent contourner les limites de l’apprentissage en classe, en mettant l'accent sur l'apprentissage dans des contextes autres que les salles de classe.
Cette recherche a conduit au projet de rédiger un ouvrage majeur sur le leadership dans le contexte historique spécifique de la société moderne (capitaliste). Cependant, en raison de son décès en 1995, ce travail n'a jamais dépassé les premières étapes de conceptualisation (encore prématurées), dont certaines ont été publiées dans les revues Forum Kritische Psychologie et Argument.

### Années 1960-1970
Dans les années 1960 et 1970, le terme de psychologie radicale était utilisé par des psychologues du monde entier pour désigner une branche du domaine qui rejetait l’approche traditionnelle de la psychologie, centrée sur l’individu comme unité fondamentale d’analyse et unique source de psychopathologie. Les psychologues radicaux, en revanche, se sont intéressés au rôle de la société dans l'émergence et le traitement des problèmes psychologiques, en considérant le changement social comme une alternative à la thérapie pour traiter les maladies mentales et prévenir la psychopathologie. En psychiatrie, le terme « antipsychiatrie » était souvent employé, bien que les militants britanniques préfèrent aujourd’hui parler de « psychiatrie critique ». Actuellement, le terme « psychologie critique » est celui qui désigne la discipline qui cherche à proposer des alternatives à la manière dont la psychologie réduit l’expérience humaine au niveau individuel, limitant ainsi les possibilités de changement social radical.

### Années 1990
À partir des années 1990, une nouvelle vague de publications sur la psychologie critique a émergé, avec le livre édité Critical Psychology par Dennis Fox et Isaac Prilleltensky comme l’un des plus influents. Plusieurs ouvrages introductifs à la psychologie critique rédigés au Royaume-Uni ont tendance à se concentrer sur le discours, mais certains partisans de la psychologie critique ont critiqué cette approche, la considérant comme une réduction de l’expérience humaine au langage, ce qui serait politiquement aussi dangereux que la manière dont la psychologie traditionnelle réduit l'expérience à l'esprit individuel. D’autres soutiennent que l’accent mis sur le langage et les processus idéologiques est fondamental pour une psychologie critique efficace, soulignant qu'il ne s'agit pas simplement d'appliquer les concepts psychologiques traditionnels aux enjeux du changement social.

### Ian Parker
En 1999, Ian Parker a publié un manifeste influent dans la revue en ligne Radical Psychology et dans l'Annual Review of Critical Psychology. Ce manifeste plaide en faveur de l'inclusion des quatre composantes suivantes dans la psychologie critique :
1. Analyse systématique de la manière dont certaines formes d'actions et d'expériences psychologiques sont favorisées par rapport à d'autres, et de la manière dont les récits dominants en psychologie agissent idéologiquement pour soutenir le pouvoir.
2. Analyse des manières dont toutes les formes de psychologie sont façonnées culturellement et historiquement, ainsi que de la manière dont les approches alternatives de la psychologie peuvent soit soutenir, soit contester les hypothèses idéologiques des modèles dominants.
3. Analyse des formes de surveillance et d’autorégulation dans la vie quotidienne, ainsi que des manières dont la culture psychologique influence les comportements au-delà des frontières des pratiques académiques et professionnelles.
4. Examen de la façon dont la « psychologie ordinaire » quotidienne influence le travail académique et professionnel en psychologie, ainsi que de la manière dont les activités quotidiennes pourraient constituer un fondement pour résister aux pratiques disciplinaires actuelles.

### La psychologie critique aujourd'hui
Il existe quelques revues internationales consacrées à la psychologie critique et aux discussions critiques en psychologie, notamment Psychology in Society, Theory & Psychology, Culture & Psychology, Feminism & Psychology, Human Development, Annual Review of Critical Psychology et l' International Journal of Critical Psychology (qui n'est plus publié) (continué dans la revue Subjectivity ) et le Radical Psychology Journal (publié pendant dix ans jusqu'à son dernier numéro en 2011). Les revues restent généralement orientées vers un public universitaire, bien que l'Annual Review of Critical Psychology et Psychology in Society soient accessibles en ligne gratuitement. En Grande-Bretagne, des liens étroits existent entre les psychologues critiques et les psychiatres critiques, notamment à travers l'Asylum Collective. David Smail fut l'un des fondateurs du Midlands Psychology Group, un collectif de psychologie critique qui élabora un manifeste pour une psychologie matérialiste sociale de la souffrance. Des cours de psychologie critique et des concentrations de recherche sont disponibles à la Manchester Metropolitan University, à la York St John University, à l'Université de Londres-Est, à l'Université d'Edimbourg, à l'Université di KwaZulu-Natal, au City University of New York Graduate Center, à l'Université de Géorgie Occidentale, à la Point Park University, à l'Université de Guelph, à l'Université York et au Prescott College. Des concentrations de premier cycle peuvent également être trouvées au California Institute of Integral Studies, au Prescott College et à l'Université de Notre Dame d'Australie.

## Extensions
Comme de nombreuses approches critiques, la psychologie critique s'est élargie au-delà de ses fondements marxistes et féministes pour inclure d'autres perspectives critiques, telles que l'écopsychologie et la psychologie transpersonnelle. Elle a également été parfois désignée sous les termes de psychologie radicale et de psychologie de la libération. Dans le domaine de la psychologie du développement, les travaux d'Erica Burman ont exercé une influence notable.
Diverses sous-disciplines de la psychologie ont commencé à établir leurs propres orientations critiques. Les domaines les plus étendus sont peut-être la psychologie critique de la santé, la psychologie communautaire et la psychologie sociale.

## Objectifs de la psychologie critique
Les thèmes centraux de la psychologie critique sont les concepts d’« oppression » et d’« émancipation ». La psychologie critique ne se limite pas à examiner la relation entre la psychologie dominante et le pouvoir, elle œuvre également pour l’émancipation (ou la libération). L’oppression est définie comme « un état de relations de pouvoir inégales, marqué par la domination, la subordination et la résistance, où les groupes dominants exercent leur pouvoir en limitant l'accès aux ressources matérielles et en instillant dans les groupes subordonnés la peur ou des jugements dévalorisants à leur égard ». L'émancipation (ou la libération) se réfère aux opportunités offertes aux individus dans un contexte d'inégalités sociales, en visant à rétablir la justice tant au niveau individuel que sociétal. Par conséquent, l’objectif de la psychologie critique est de comprendre « l’oppression » et la « libération » en relation avec le « pouvoir ».
Les objectifs de la psychologie critique se manifestent à travers trois niveaux d'intervention distincts : le niveau micro, le niveau méso et le niveau macro. Le niveau micro concerne la relation de la psychologie avec les individus et les groupes, tandis que le niveau méso se concentre sur les réflexions critiques de la psychologie critique elle-même, visant à réformer la psychologie non pas à propos des individus, mais en leur faveur. Le niveau macro, quant à lui, englobe les interventions de la psychologie critique visant à promouvoir une société plus équitable, en impliquant des acteurs sociaux plus larges. Une approche similaire divise les possibilités de libération face au pouvoir en trois dimensions : esthétique, interactionnelle et professionnelle. La dimension esthétique concerne la libération personnelle et individuelle par l'expression de soi. La dimension interactionnelle se concentre sur la déconstruction de l'oppression dans les aspects symboliques et communicatifs du pouvoir (comme les livres, les textes et les médias), tandis que la dimension professionnelle s'intéresse à la libération des formes sociopolitiques plus larges du pouvoir (écoles, travail, soins de santé). En résumé, le pouvoir s'exerce à travers un spectre allant de l'individuel au sociétal, et ainsi l'oppression et les possibilités de libération se manifestent également sur cette échelle. Par conséquent, les objectifs de la psychologie critique en matière d'émancipation vont au-delà du niveau individuel pour englober un niveau sociétal plus vaste de réflexion et d'action.

## Formes de psychologie critique
Le débat sur comprendre et agir est central dans le domaine de la psychologie critique. La compréhension de l'oppression et la "praxis" de l'émancipation sont deux aspects distincts, représentant respectivement la théorie et l'action. En conséquence, il est suggéré de diviser la psychologie critique en quatre formes différentes :
1. psychologie théorique critique,
2. psychologie théorique critique avec une intention émancipatrice pratique
3. psychologie empirique critique,
4. psychologie appliquée critique[23].

La psychologie théorique critique (a) et la psychologie empirique critique (c) font référence à la compréhension théorique et au développement du domaine, tandis que la psychologie théorique critique avec une intention émancipatrice pratique (b) et la psychologie appliquée critique (d) ont trait à la pratique et à l'évolution vers un changement social.

## Au niveau international
Un aperçu international précoce des perspectives de la psychologie critique peut être trouvé dans Critical Psychology: Voices for Change, édité par Tod Sloan (Macmillan, 2000). En 2015, Ian Parker a édité le Handbook of Critical Psychology.

### Allemagne
À la FU-Berlin, la psychologie critique n'était pas véritablement perçue comme une branche distincte de la psychologie et suivait sa propre méthodologie. Elle tentait de reformuler la psychologie traditionnelle sur une base marxiste non orthodoxe, tout en s'inspirant des idées soviétiques de la psychologie culturelle et historique, notamment celles d'Aleksey Leontyev. Il y a quelques années[Quand ?] le département de psychologie critique de la FU-Berlin a été fusionné avec le département de psychologie traditionnel.
Un numéro d’avril 2009 de la revue Theory &amp; Psychology (éditée par Desmond Painter, Athanasios Marvakis et Leendert Mos) est consacré à un examen de la psychologie critique allemande.

### Afrique du Sud
L'histoire sociopolitique complexe de l'Afrique du Sud et son interaction avec la psychologie dominante ont créé un environnement propice à l'impact de la psychologie critique. L'Afrique du Sud illustre bien un contexte où la psychologie dominante s'est alignée avec le néocolonialisme, le racisme et l'exploitation capitaliste pendant l'ère de l'apartheid, créant ainsi un besoin d'alternatives critiques dans le domaine pour remettre en question les complicités idéologiques. Pendant l'apartheid, la psychologie dominante a soutenu le système politique oppressif, certains psychologues le faisant activement, tandis que d'autres y contribuaient de manière passive. Au début des années 1980, à l'apogée de l'apartheid, des psychologues blancs progressistes, ainsi qu'un nombre croissant de psychologues noirs, ont commencé à développer et à mettre en œuvre des programmes alternatifs pour critiquer et résister à la manière dont la psychologie traditionnelle participait à la perpétuation de l'apartheid en Afrique du Sud. C’est ainsi que la psychologie critique a commencé à se développer en Afrique du Sud.
Comme dans d'autres régions du monde, la psychologie critique en Afrique du Sud a émergé d'une réflexion sur la psychologie en lien avec la politique. D'abord, la psychologie a été critiquée comme étant le produit et le soutien d'un système politique oppressif, où sa prétendue neutralité et objectivité scientifique étaient influencées par les secteurs de la société bénéficiant de la domination idéologique et économique qu'elle contribué à maintenir. Ensuite, après avoir mis en évidence les failles idéologiques de la psychologie dominante dans le contexte sud-africain, les psychologues critiques ont commencé à redéfinir le domaine en une pratique progressiste et socialement pertinente, en adoptant des approches théoriques et méthodologiques susceptibles de profiter à l'ensemble de la société sud-africaine.
Entre 1980 et 1994, l’établissement de la psychologie critique en Afrique du Sud a pris diverses formes. Bien que le domaine n'ait pas été pleinement structuré à cette époque, des espaces et des organisations ont vu le jour pour permettre l’expression et le développement de ses idées. Cela inclut des initiatives telles que le département de psychologie de l'Université du Cap (UCT), la formation de l'Organisation pour des services sociaux appropriés en Afrique du Sud (OASSSA), Psychologists Against Apartheid, l'Organisation sud-africaine de la santé et des services sociaux (SAHSSO) et la création de la revue académique Psychology in Society (PINS). Parmi les principales réalisations théoriques et pratiques issues de ces développements figurent : la mise en place d'une approche pour critiquer les catégories de classe, de race, de genre et d'autres facteurs structurels influençant la psychologie, l'incitation des étudiants à adopter une réflexion critique sur la politique de la psychologie, ainsi que la reconstruction des liens internationaux et des relations avec d'autres disciplines des sciences sociales et de la santé en Afrique du Sud.
Cependant, bon nombre de ces initiatives n'ont pas survécu à la fin de la lutte politique et à la transition vers la démocratie. Après 1994, la psychologie professionnelle en Afrique du Sud a été réorganisée avec la création du Conseil professionnel de psychologie, qui fait partie du Conseil des professions de la santé d'Afrique du Sud (HPCSA). Cet organisme statutaire régule la profession à travers ses systèmes de licences et de certification. Au sein de ces systèmes, la psychologie critique est davantage perçue comme une approche du domaine que comme une catégorie professionnelle distincte. Depuis les années 2000 jusqu'à aujourd'hui, la psychologie critique s'est davantage concentrée sur l'étude de domaines spécifiques, tels que le genre ou la race. Ce faisant, le projet global d'établir un champ formalisé de psychologie critique a été soit abandonné, soit élargi pour inclure tout ce qui est considéré comme « non conventionnel » en psychologie. La psychologie critique en Afrique du Sud est donc principalement appliquée comme une approche théorique.

### États-Unis et Canada
Le programme de doctorat en psychologie sociale critique/de la personnalité et en psychologie environnementale du CUNY Graduate Center, ainsi que le programme de doctorat en psychologie critique de l'université Point Park à Pittsburgh, en Pennsylvanie, sont les seuls programmes de doctorat spécifiquement dédiés à la psychologie critique aux États-Unis,. Le Prescott College, situé à Prescott en Arizona, propose un programme de maîtrise en ligne en psychologie critique et services sociaux, ainsi qu'un programme de premier cycle axé sur la critique. Le California Institute of Integral Studies de San Francisco propose également un programme de fin d'études de licence avec une mineure en psychologie critique. Les perspectives critiques se retrouvent parfois dans les universités traditionnelles, notamment dans les programmes de psychologie communautaire. Par exemple, l'Université de Géorgie de l'Ouest propose un doctorat en conscience et société, avec la psychologie critique comme l'une des trois principales orientations théoriques. Les efforts nord-américains comprennent la fondation en 1993 de RadPsyNet, la publication en 1997 de Critical Psychology: An Introduction (édité par Dennis Fox et Isaac Prilleltensky; édition élargie de 2009 éditée par Dennis Fox, Isaac Prilleltensky et Stephanie Austin), la Conférence de Monterey de 2001 sur la psychologie critique, et les thèmes sous-jacents de nombreuses contributions au Journal of Social Action in Counseling and Psychology.

## Lectures complémentaires

### Livres
- (en) Fox, D. & Prilleltensky, I. (eds.) (1997). Critical Psychology: An Introduction. Sage. on-line
- (en) Gough, B. (ed.) (2017). The Palgrave Handbook of Critical Social Psychology. Londres: Palgrave Macmillan.
- (en) Harwood, V. (2006) Diagnosing 'Disorderly' Children. Londres & New York: Routledge.
- (en) Ibañez, T. & Íñiguez-Rueda, L. (eds.) (1997). Critical Social Psychology. Sage Books. on-line
- (en) Kincheloe, J. & Horn, R. (2006). The Praeger Handbook of Education and Psychology. 4 vols. Westport, Connecticut: Praeger Press.
- (en) Parker, I. (ed.) (2015). Handbook of Critical Psychology. Londres: Routledge.
- (en) Prilleltensky, I. & Nelson, G. (2002). Doing psychology critically: Making a difference in diverse settings. New York: Palgrave–Macmillan.
- (en) Sloan, T. (ed.) (2000). Critical Psychology: Voices for Change. Londres:Macmillan.

### Papiers
- (en) Kincheloe, J. & Steinberg, S. (1993). A Tentative Description of Post-Formal Thinking: The Critical Confrontation with Cognitive Thinking. Harvard Educational Review, 63 (2), 296–320.
- (en) Prilleltensky, I. (1997). Values, assumptions and practices: Assessing the moral implications of psychological discourse and action. American Psychologist, 52(5), 517–35.
- (en) Parker, I. (1999) Critical Psychology: Critical Links, Radical Psychology: A Journal of Psychology, Politics and Radicalism (on-line)
- (en) Parker, I. (2003) "Psychology is so critical, only Marxism can save us now," (on-line)